# Ananthura antipai
Ananthura antipai là một loài chân đều trong họ Antheluridae. Loài này được miêu tả khoa học năm 2005 bởi Negoescu.